# 阿古爾區

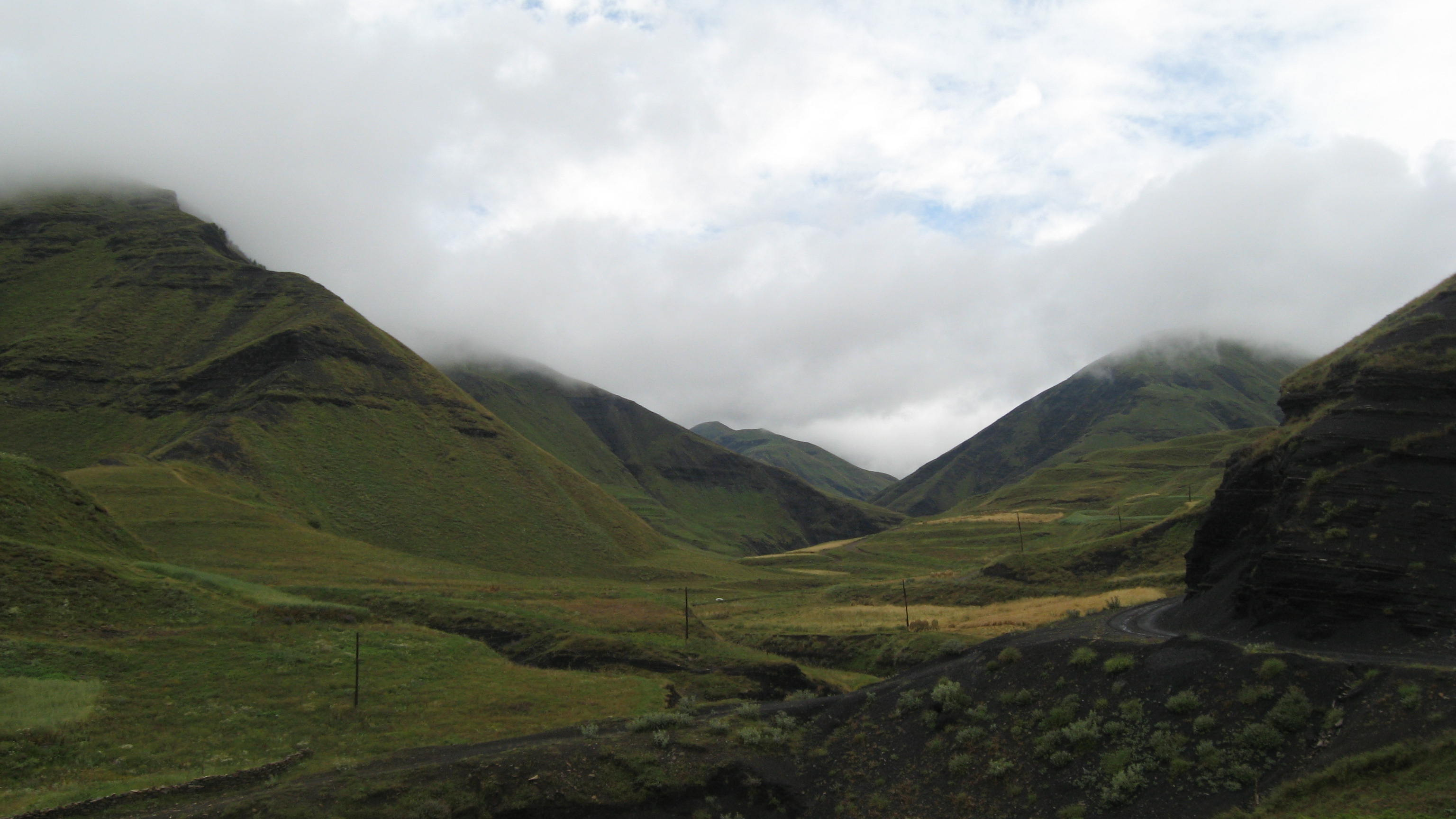

41°47′N 47°36′E / 41.783°N 47.600°E
阿古爾區（俄语：Агульский район），是俄羅斯的一個區，位於該國西南部，由達吉斯坦共和國負責管轄，面積794平方公里，2010年人口11,204，人口密度每平方公里14.12人。